# Teja Belak
Pour les articles homonymes, voir Belak.
Teja Belak, née le 22 avril 1994 à Ljubljana (Slovénie), est une gymnaste artistique slovène, médaillée d'or aux Jeux européens de 2019.

## Carrière
En 2016, elle participe aux Jeux olympiques d'été de 2016 où elle termine 19e au saut de cheval.
Lors des Jeux européens de 2019, elle est médaillée d'or en saut de cheval devant la Russe Angelina Melnikova et la Hongroise Sára Péter.

## Palmarès
| Date | Compétition                   | Lieu           | Épreuve        | Place |
| ---- | ----------------------------- | -------------- | -------------- | ----- |
| 2013 | Championnats d'Europe         | Moscou         | Saut de cheval | 4e    |
| 2013 | Universiade                   | Kazan          | Saut de cheval | 7e    |
| 2015 | Championnats d'Europe         | Montpellier    | Saut de cheval | 8e    |
| 2015 | Championnats du monde         | Glasgow        | Saut de cheval | 15e   |
| 2016 | Jeux olympiques               | Rio de Janeiro | Saut de cheval | 19e   |
| 2016 | Championnats d'Europe féminin | Berne          | Saut de cheval | 6e    |
| 2017 | Championnats d'Europe         | Cluj-Napoca    | Saut de cheval | 7e    |
| 2018 | Jeux méditerranéens           | Tarragone      | Saut de cheval | 3e    |
| 2019 | Jeux européens                | Minsk          | Saut de cheval | 1re   |